# Jean-Jacques Koffi Oi Koffi
Jean-Jacques Koffi Oi Koffi (ur. 22 marca 1962 w Bongouanou) – iworyjski duchowny rzymskokatolicki, w latach 2009–2025 biskup San Pedro-en-Côte d’Ivoire, arcybiskup metropolita Gagnoa od 2025.

## Życiorys
Święcenia kapłańskie przyjął 4 sierpnia 1990 i został inkardynowany do diecezji Abengourou. Pełnił w niej funkcje m.in. wikariusza generalnego, diecezjalnego asystenta Ruchu Rodzin Chrześcijańskich, a także przewodniczącego sądu kościelnego I instancji.
21 listopada 2003 papież Jan Paweł II mianował go biskupem Abengourou. Sakry udzielił mu miesiąc później jego poprzednik, Bruno Kouamé.
3 stycznia 2009 został mianowany biskupem San Pedro-en-Côte d’Ivoire. W latach 2017-2023 był wiceprzewodniczącym iworyjskiej Konferencji Episkopatu.
8 kwietnia 2025 papież Franciszek mianował go arcybiskupem metropolitą Gagnoa. Urząd objął 17 maja 2025. Paliusz otrzymał z rąk papieża Leona XIV w dniu 29 czerwca 2025.